# موتور ميرزا نارويي
موتور ميرزا نارويي (بالإنجليزية: Mowtowr-e Mirza Naruyi)‏ هي منطقة سكنية تقع في سيستان وبلوتشستان في إيران.